# Wilhelm Ruland
Wilhelm Ruland (* 15. Oktober 1869 in Bonn; † 29. Juli 1927 in München) war ein deutscher Schriftsteller.

## Leben
Wilhelm Ruland studierte Literaturgeschichte und neuere Sprachen; er schloss dieses Studium 1896 an der Universität Rostock mit der Promotion zum Doktor der Philosophie ab. Anschließend war er als Hauslehrer, zeitweise auch als Prinzenerzieher, in Bayern, Österreich und Italien tätig. Von 1898 bis 1902 war er Redakteur und Verlagsdirektor in Leipzig. Er unternahm ausgedehnte Reisen in den Nahen Osten und ließ sich schließlich in München nieder. Dort gehörte er der Redaktion der Münchner Neuen Nachrichten an; zuletzt lebte er als freier Schriftsteller.

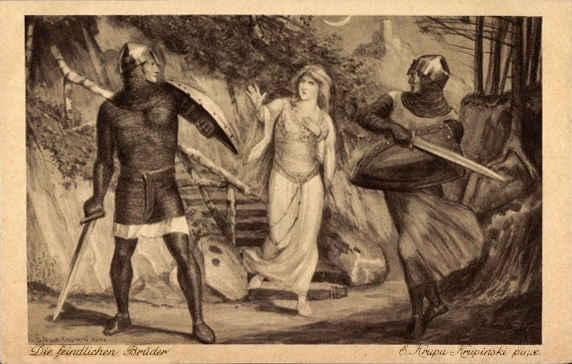
Illustration von Emil Krupa-Krupinski im Rheinischen Sagenbuch

Wilhelm Ruland verfasste Erzählungen, Gedichte und Theaterstücke; besonders erfolgreich war sein Rheinisches Sagenbuch, von dem seit der Erstausgabe 1896 bis in die 1930er Jahre zahlreiche Auflagen und Übersetzungen erschienen.

## Werke
- Adler und Doppelaar, Weimar 1892
- Himmel und Erde, Leipzig 1893 (zusammen mit Laurenz Kiesgen)
- Max von Mexiko, Stuttgart 1893 online – Internet Archive
- Pro Patria! Stuttgart 1893
- Wilhelm II. als Erzieher, Berlin 1895
- Ännchen von Godesberg, Coblenz 1896
- Kleist’s „Amphitryon“, Rostock 1896
- Rheinisches Sagenbuch, Köln 1896 online Ausgabe Hoursch & Bechstedt, Köln 1906 in englischer Sprache – Internet Archive
- Der Mönch von St. Georgenberg, Paderborn 1897
- Zwölf Mariensagen, München 1897
- Über musikalische Erziehung, Bielefeld 1898
- Der Konkurrent, Paderborn 1901
- Saul, Paderborn 1901
- Athalia, Paderborn 1903
- Kreuth, München 1904
- Kinderlieder, Neurode 1907
- Palmenfahrten, Leipzig 1909
- Gedichte, Berlin 1911
- Geschichte der Bulgaren, Berlin 1911
- Auszug der bulgarischen Geschichte, Berlin 1912
- Der Ulmenhof, Paderborn 1913
- Unser Kaiser, Berlin [u. a.] 1913
- Der Dichter Dornenwege, Berlin [u. a.] 1914
- Schuld und Schicksal, München 1914
- Ein Jahrtausend bulgarische Geschichte, Leipzig 1917
- Meerfahrten, Berlin 1922
- Helokander, München 1923
- Altrheinische Schwänke, München 1924
- Morgenländische Märchen, München 1924

## Herausgeberschaft
- Habsburger-Chronik. Freiburg i. B. 1908
- Ernst von Feuchtersleben: Der Geist der deutschen Klassiker. Berlin 1917